# Kamennaja Horka (metropolitana di Minsk)
La stazione Kamennaja Horka (Каменная Горка; in russo Каменная Горка?, Kamennaja Gorka) è una stazione della metropolitana di Minsk, capolinea occidentale della linea Aŭtazavodskaja.